# Rise of the Hero
Rise of the Hero (в переводе с англ. — «Восход героя») — восьмой студийный альбом немецкой пауэр-метал-группы Iron Savior, выпущенный 28 февраля 2014 года.
В него вошло одиннадцать новых песен, песни «I’ve Been To Hell» из альбома Dark Assault и «Mind Over Matter» из альбома Unification в новом исполнении, а также кавер на песню «Dance with Somebody» группы Mando Diao.
Интересно, что название 9 трека (которым и является кавер) некоторое время оставалось тайной, и на официальном сайте обозначалось, как [Surprise Track]. Пит указал, что поначалу его планировалось сделать ограниченным бонус-треком, однако группе песня очень полюбилась, в результате чего было принято решение включить её в стандартное издание.
За месяц до официального релиза группа выложила клип на песню «Burning Heart».
Диск попал в один из немецких чартов, заняв там 76 место.

## Список композиций
Слова и музыка всех песен — Пит Силк, кроме кавера. «I've Been To Hell» написана совместно с Яном-Сорен Эккертом.
| №   | Название                                 | Длительность |
| --- | ---------------------------------------- | ------------ |
| 1.  | «Ascendence (Intro)»                     | 1:29         |
| 2.  | «Last Hero»                              | 5:01         |
| 3.  | «Revenge of the Bride»                   | 4:35         |
| 4.  | «From Far Beyond Time»                   | 5:18         |
| 5.  | «Burning Heart»                          | 4:40         |
| 6.  | «Thunder from the Mountains»             | 5:09         |
| 7.  | «Iron Warrior»                           | 4:42         |
| 8.  | «Dragon King»                            | 5:44         |
| 9.  | «Dance with Somebody» (кавер Mando Diao) | 3:55         |
| 10. | «Firestorm»                              | 4:58         |
| 11. | «The Demon»                              | 5:02         |
| 12. | «Fistraiser»                             | 4:41         |

| №   | Название                 | Длительность |
| --- | ------------------------ | ------------ |
| 13. | «I've Been To Hell 2014» | 4:05         |

| №                   | Название                | Длительность |
| ------------------- | ----------------------- | ------------ |
| 14.                 | «Mind Over Matter 2014» | 5:36         |
| Общая длительность: | Общая длительность:     | 64:55        |

## Участники записи

### Iron Savior
- Пит Силк — вокал, гитара
- Йоахим Кестнер — гитара, бэк-вокал, дополнительный вокал в песнях «I’ve Been To Hell 2014» и «Mind Over Matter 2014»
- Ян-Сорен Эккерт — бас, бэк-вокал
- Томас Нак — ударные, бэк-вокал

### Производство
- Филипп Мачадо Франко — дизайн обложки
- Анабель Гански — фотографии